# Emili Caula i Quintanas
Emili Caula i Quintanas (Girona, 1921 – Girona, 2010) va ser un porter, entrenador i directiu d'hoquei sobre patins.
Jugà amb el Girona HC i el GEiEG. Amb el Girona guanyà dos Campionats de Catalunya (1941, 1942) i amb el GEiEG fou subcampió d'Espanya (1947). Després de retirar-se fou entrenador del GEiEG i, posteriorment, president (1966-74).
Empresari del sector alimentari i de la construcció. Ha estat vinculat a diverses entitats empresarials, esportives i cíviques, entre les quals cal remarcar la presidència del Sindicato Provincial de la Construcción, Vidrio y Cerámica (1961-1975), la Cambra de Comerç i Indústria, vicepresidència (1951-1966) i presidència (1966-1974) del Grup Excursionista i Esportiu Gironí i, també la vicepresidència des de la seva fundació (1986) de l'Associació Gironina Prevenció Malalties Cor - GICOR. Alcalde de Sant Gregori entre 1962 i 1975. Vuitè tinent d'alcalde i portaveu del Grup Municipal d'AP a l'Ajuntament de Girona entre 1983 i 1987.

## Reconeixements i homenatges
- Medalles President Macià (2001)
- Alcade de Sant Gregori, (28 de juny de 1962 au 14 de novembre de 1975)